# Writers-in-prison
Das Writers-in-Prison-Committee der internationalen Schriftsteller-Vereinigung P.E.N. beschäftigt sich mit verfolgten Schriftstellern. Alle sechs Monate legt das Komitee einen Bericht mit den aktuellen Fällen (Case List) vor.

## Geschichte
Die Gründung erfolgte 1960 als Reaktion auf die  wachsende Zahl der Staaten, die versuchten, Schriftsteller durch Zwangsmaßnahmen mundtot zu machen. Später kümmerte sich das Committee auch um verfolgte Verleger, Redakteure und Journalisten. Gefangene, die wegen Propagierung von Gewalt oder gar ihrer Anwendung verurteilt wurden, und solche, die zum Rassenhass aufgerufen haben, werden nicht unterstützt, weil ihre Aktivitäten mit der Charta des Internationalen P.E.N. unvereinbar sind.
Im Jahre 2012 wirkten 58 der insgesamt 140 P.E.N.-Zentren aktiv im Writers-in-Prison-Committee mit. Jedes dieser Zentren kann verfolgte Autoren zu Ehrenmitgliedern ernennen, damit deren Schicksal öffentlich bekannt wird. Auf diplomatischen Wegen oder in öffentlichen Kampagnen machen besondere Beauftragte auf das Schicksal der Inhaftierten aufmerksam, um die Freilassung der Betroffenen zu erwirken. Es wird versucht, mit den Gefangenen und/oder deren Angehörigen Kontakt zu halten und diese auch finanziell zu unterstützen. Nicht-Mitglieder des P.E.N. können sich über Petitionen, die auf den Internetseiten der Zentren zu finden sind, an den Aktionen beteiligen.
Das Sekretariat ist der Londoner Zentrale des Internationalen P.E.N. angeschlossen und sammelt Informationen über die Gefangenen, gibt sie an die nationalen Zentren weiter und ruft auch zu rapid actions (Blitzaktionen) der nationalen Zentren auf. Als Quelle für diese Informationen über die bedrohten Autoren dienen Presseberichte, Recherchen von anderen Menschenrechtsgruppen, Mitteilungen von Verwandten und Freunden der Verfolgten oder von P.E.N.-Mitgliedern aus diesen Ländern.
Das Writers-in-Prison-Committee wird von einem gewählten Vorsitzenden geleitet, dem zwei hauptamtliche Mitarbeiter zur Seite stehen.
Im deutschen P.E.N. ist der Schriftsteller Najem Wali für die Writers-in-Prison-Arbeit zuständig.